# Laburnum anagyroides
Laburnum anagyroides là một loài thực vật có hoa trong họ Đậu. Loài này được Medik. miêu tả khoa học đầu tiên.

## Hình ảnh

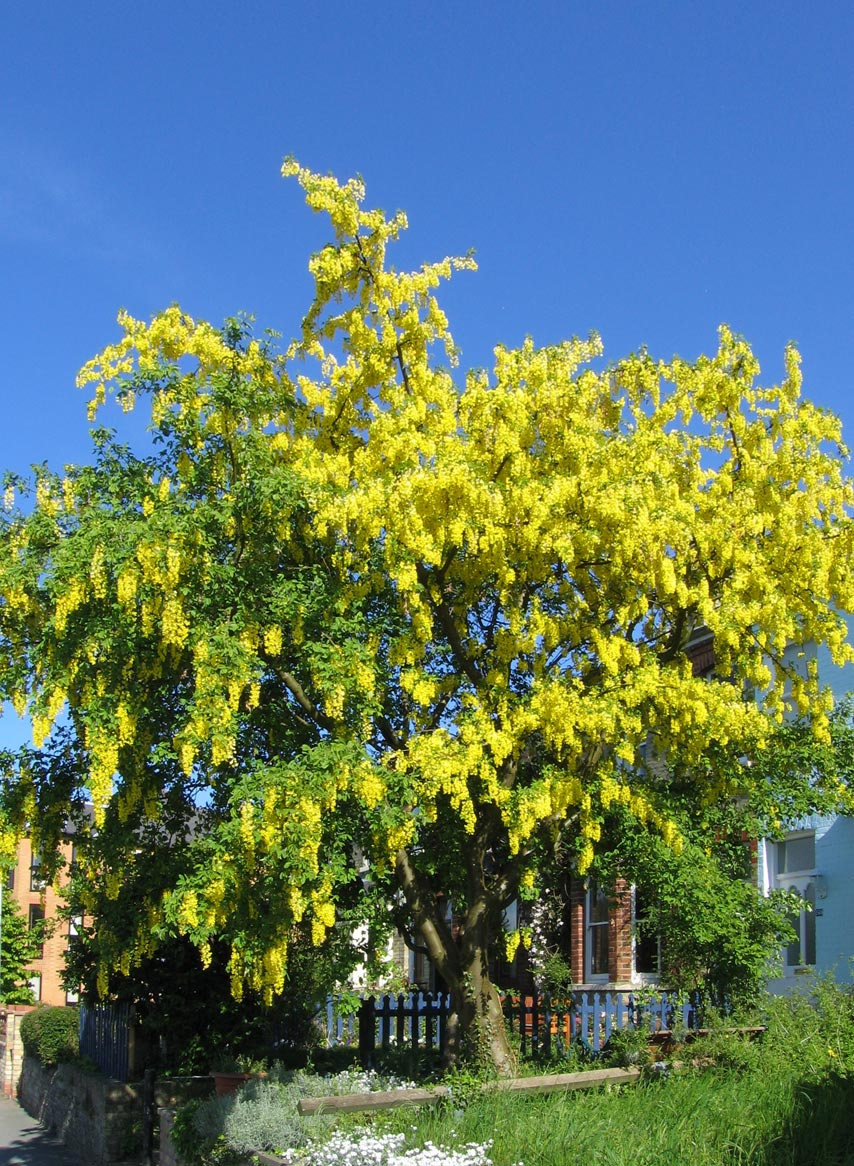
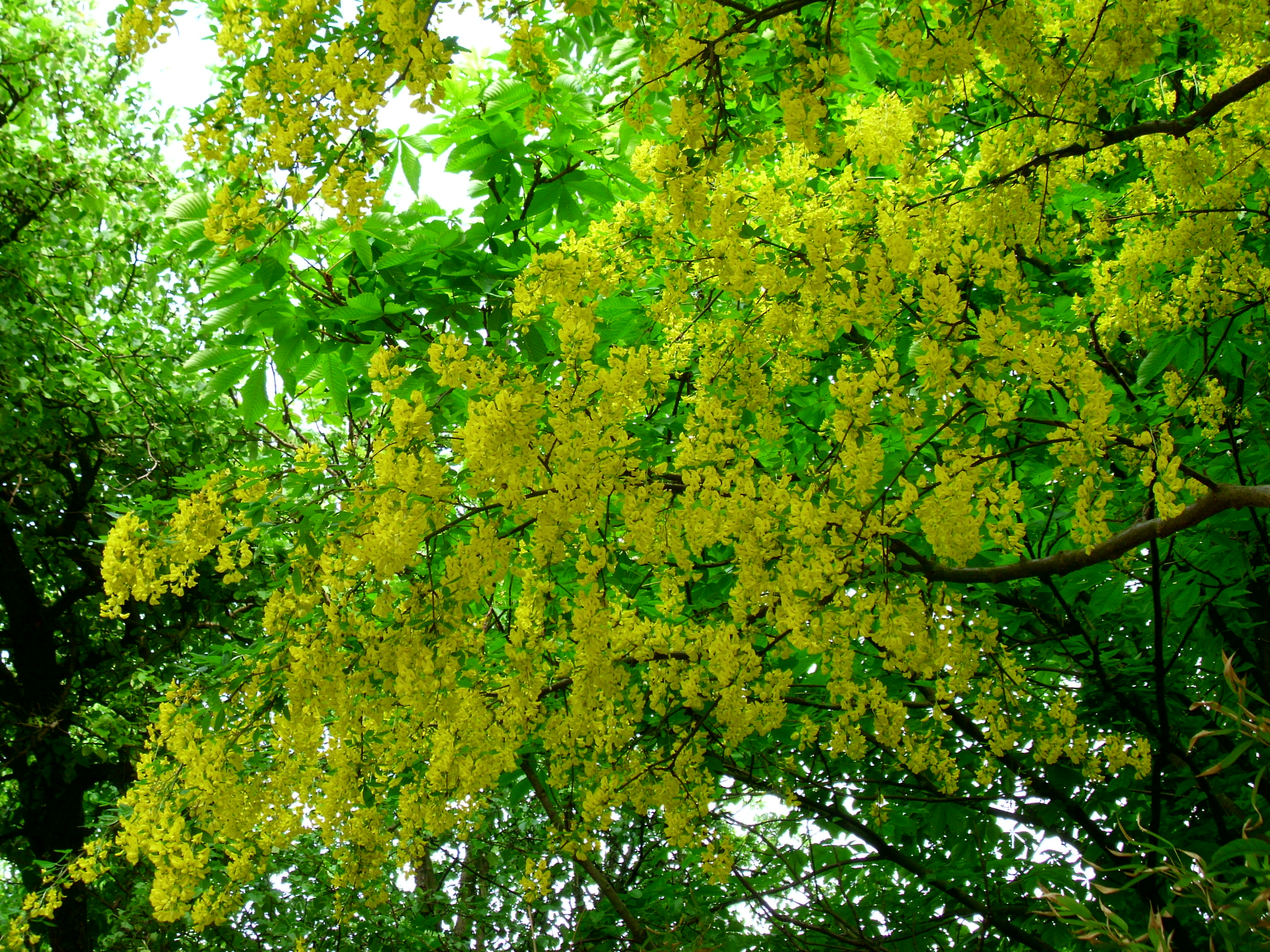
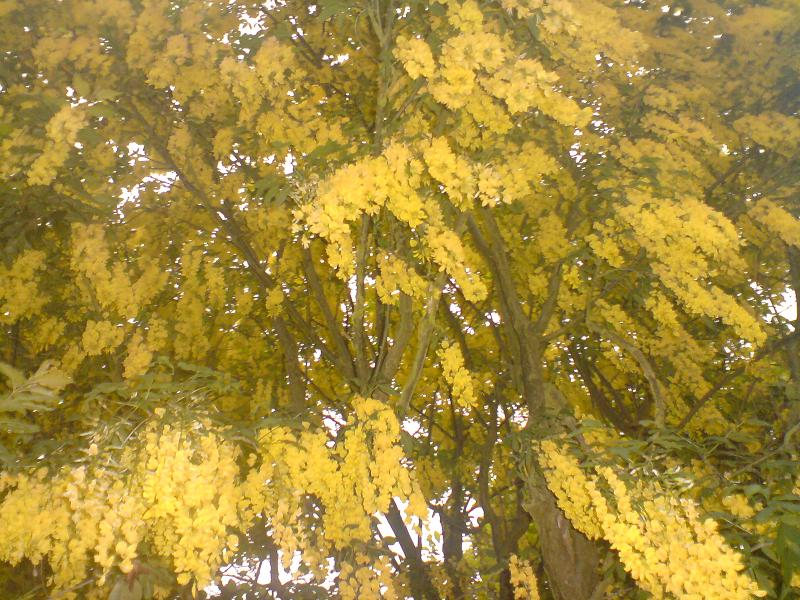
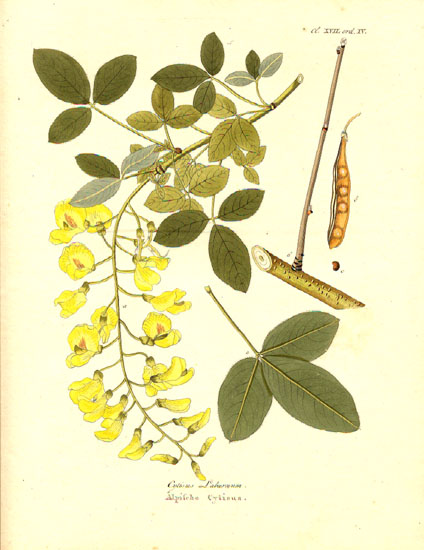
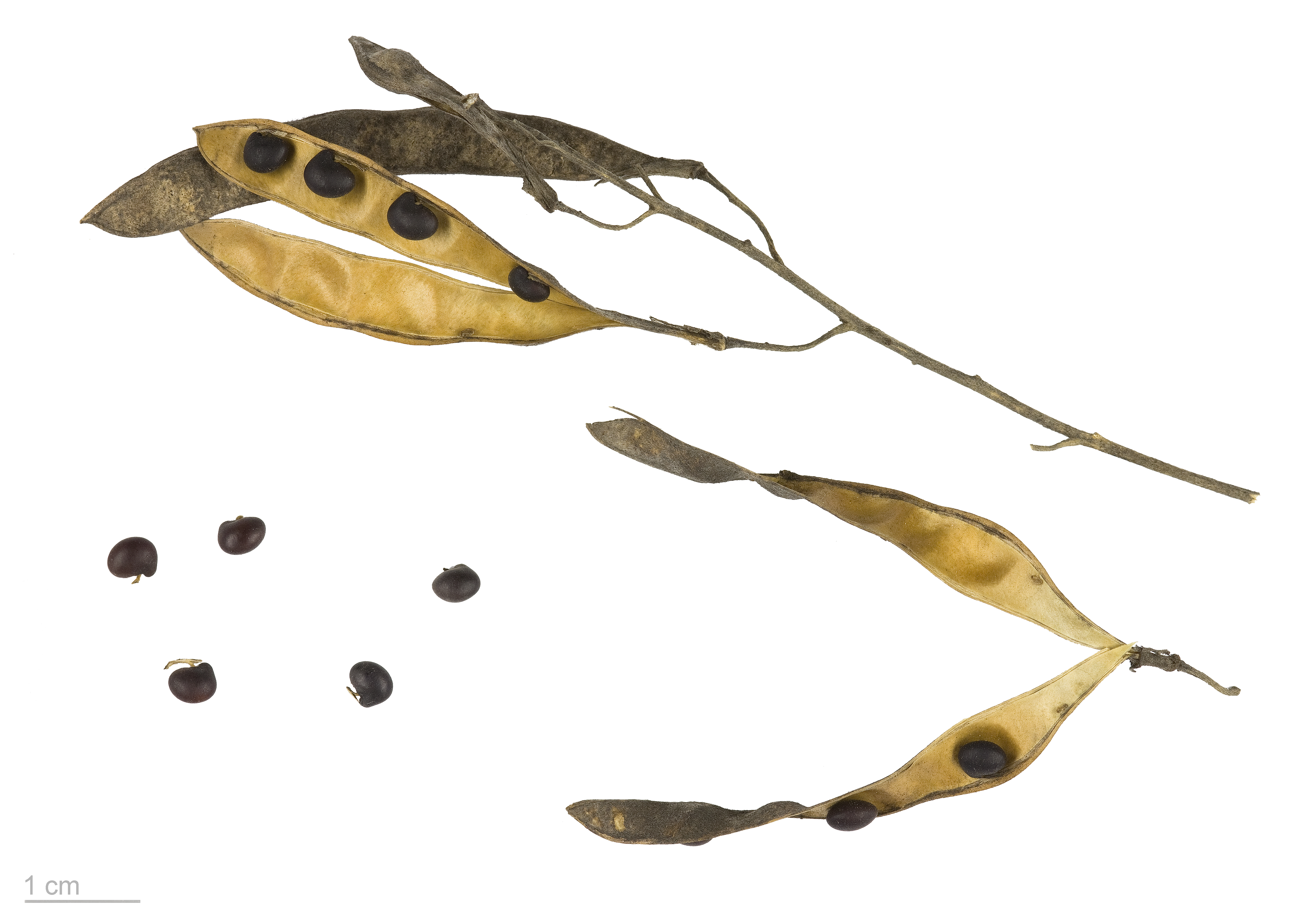
Laburnum anagyroides - Museum specimen